# Alain Robbe-Grillet
Alain Robbe-Grillet (ur. 18 sierpnia 1922 w Breście, zm. 18 lutego 2008 w Caen) – francuski pisarz, scenarzysta i reżyser filmowy. Członek Akademii Francuskiej.

## Życiorys
Robbe-Grillet, z wykształcenia inżynier, jest uważany za jednego – obok Nathalie Sarraute, Michela Butora i Claude'a Simona – z najważniejszych twórców nurtu literackiego określanego mianem nowej powieści. Przedstawiciele nouveau roman uznali, iż formuła tradycyjnej powieści się wyczerpała i zaproponowali odmienne, eksperymentalne podejście do fabuły i czasu powieściowego. Robbe-Grillet jest autorem Żaluzji (La Jalousie, 1957), powieści uważanej za szczytowe i najczystsze formalnie osiągnięcie nurtu.
Żaluzja to niewielki utwór skomponowany z fragmentów stworzonych przez bezimiennego narratora skrytego za żaluzją w domu na plantacji bananów w kolonii. Obserwuje on rozwijający się romans (domniemany?) żony plantatora (swojej?) z sąsiadem. Robbe-Grillet nie zachowuje porządku przyczynowo-skutkowego, poszczególne opisy mieszają się ze sobą, powtarzają. Stosuje niemal filmową technikę zapisu, a oko kamery rejestruje nic nieznaczący detal na równych prawach z wątkiem teoretycznie głównym. Już sam tytuł powieści jest grą z czytelnikiem – w języku francuskim jalousie oznacza zarówno żaluzję, jak i zazdrość.
Robbe-Grillet był także scenarzystą i reżyserem. Debiutował scenariuszem do Zeszłego roku w Marienbadzie (1961), a jego pierwszym wyreżyserowanym filmem był L'immortelle.
Zasiadał w jury konkursu głównego na 18. MFF w Cannes (1965). Członek Akademii Francuskiej od 25 marca 2004.

## Powieści
- Un régicide (1949)
- Gumy (Les Gommes, 1953)
- Podglądacz (Le Voyeur, 1955)
- Żaluzja (La Jalousie, 1957)
- W labiryncie (Dans le labyrinthe, 1959)
- Dom schadzek (La Maison de rendez-vous, 1965)
- Projet pour une révolution à New-York (1970)
- Topologie d'une cité fantôme (1976)
- Souvenirs du Triangle d'Or (1978)
- Dżin. Czerwona wyrwa w bruku ulicznym (Djinn, 1981)
- La reprise (2001)

## Filmy
- Trans-Europ-Express (1966)
- Gra z ogniem, (1975)
- Piękna niewolnica (La Belle captive, 1983)
- C'est Gradiva qui vous appelle (2006)